# Партизанска Люпча (район Липтовски-Микулаш)
Партизанска Люпча (словац. Partizánska Ľupča, венг. Németlipcse, нем.  Deutschliptsch ) — деревня и община района Липтовски-Микулаш, Жилинского края Словакия.

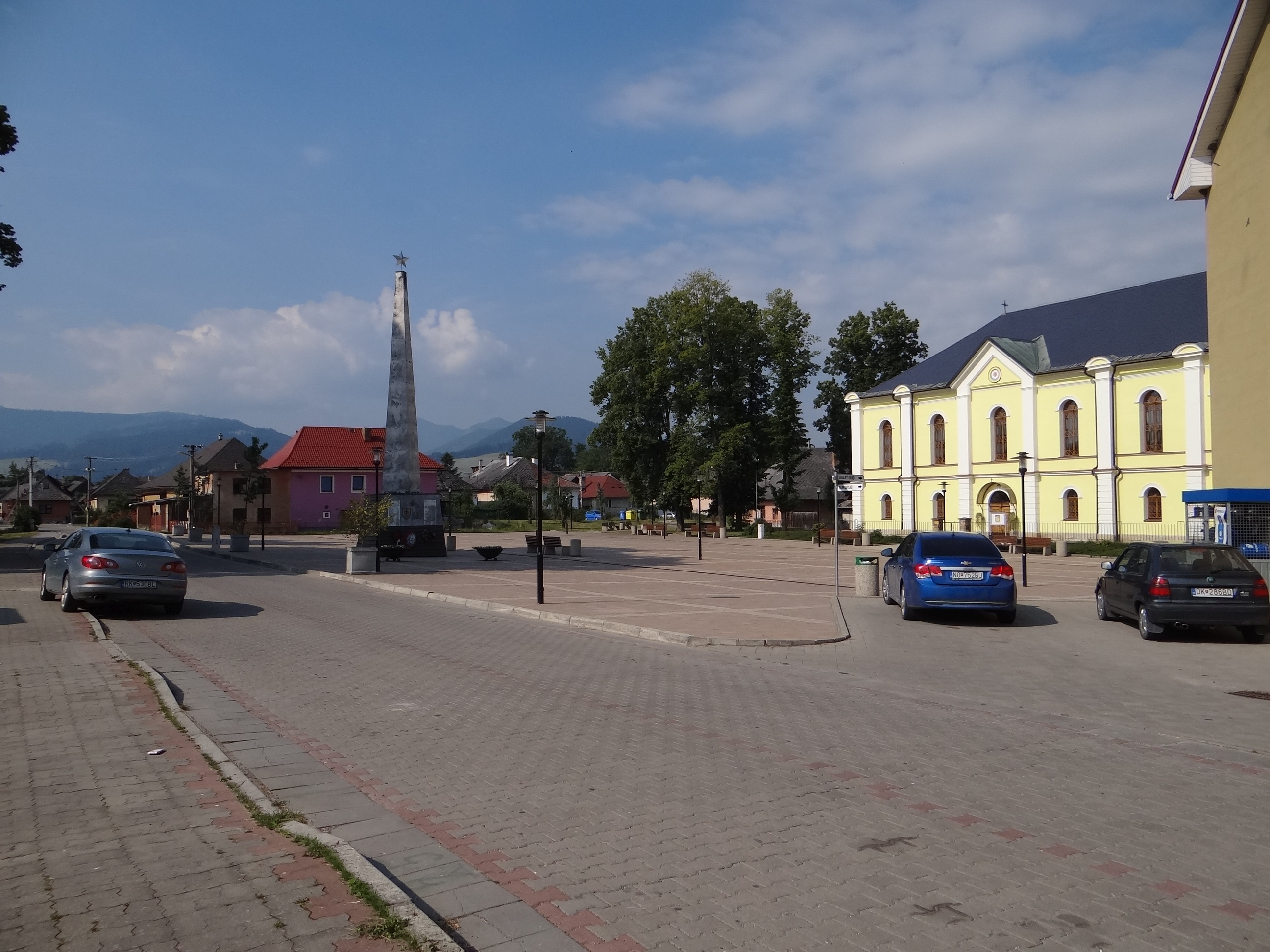
Центральная площадь

Расположена в центральной части исторической области Словакии — Липтов в юго-западной части района района Липтовски-Микулаш на севере Словакии у подножья Низких Татр на высоте — 568 м. н. м. Находится в 15 км от Ружомберок и 20 км от административного центра района г. Липтовски-Микулаш.
Кадастровая площадь общины — 92,4 км².

## Население
| Год:                | 1994 | 2004    | 2014    | 2024    |
| ------------------- | ---- | ------- | ------- | ------- |
| Количество человек: | 1268 | 1242    | 1234    | 1299    |
| Разница:            |      | −2,05 % | −0,64 % | +5,26 % |

Население — 1 316 человека (на 31 декабря 2022 года). Плотность — 14,24 чел/км².

## История
Впервые упоминается в 1252 году и является одним из старейших поселений в Липтове. Во второй половине XIII века в деревне поселились выходцы из Саксонии. Их привлекали в этот район богатые залежи золота и серебра, и поэтому уже в 1270 году Люпча получила городские привилегии, которыми король Иштван V позволил жителям свободно выбирать мэра, право ловить рыбу, добывать драгоценные металлы, разрешил проведение рынков и освободил их от платы за проезд по всей Венгрии. Немецкие колонисты сильно повлияли на развитие Люпчи . С 1390 по 1946 год носила название Немецкая Люпча (Nemecká Ľupča, Deutsche Lipsche).
До 1918 года принадлежала Венгерскому королевству, затем перешла к Чехословакии, сегодня — в составе Словакии. Во время Второй мировой войны жители приняли активное участие в Словацком национальном восстании, поэтому в 1946 году деревня была переименована в Партизанска Люпча.

## Достопримечательности
- Римско-католическая церковь в готическом стиле последней трети XIII в., расширенная в XIV—XV вв., 1620—1630 гг. значительно перестроена в стиле ренессанс, укреплена и снабжена оборонительной стеной.
- Римско-католическая кладбищенская церковь середины XIII века, расширенная в XVII—XVIII веках и перестроенная в стилях ренессанс и барокко.
- Евангелическая церковь в неоклассическом стиле 1887 г. на месте старой церкви 1783 г.
- Дом священника XVII века
- Городская гостиница XVII века
- Здание горного управления XVII века.